# Кольбе, Карл Вильгельм Старший
Карл Вильгельм Кольбе Старший (нем. Carl Wilhelm Kolbe; 20 ноября 1757 (9 ноября 1759 [дата крещения]), Берлин — 13 января 1835, Дессау) — немецкий живописец, рисовальщик и гравёр, мастер офорта, писатель и философ романтического направления. Представитель большой художественной семьи.

## Жизнь и творчество
Кольбе родился в Берлине в семье обойщика Христиана Вильгельма Кольбе и Анны, урождённой Ролле. Образование получил во французской гимназии. После окончания учёбы он некоторое время работал лесничим у графа фон Шуленбург-Кенерта. В 1780 году переехал в Дессау и давал там частные уроки принцам-наследникам княжества Ангальт-Дессау, параллельно преподавал французский язык в «Филантропической школе Дессау» (Philanthropin Dessau). В Дессау он начал свои литературные занятия.
В 1782 году Кольбе вернулся в Берлин и начал заниматься живописью и рисунком под влиянием своего родственника Даниеля Ходовецкого, пробовал свои силы в живописи и гравюре. В 1782—1784 годах начал изучать юриспруденцию в Галле, затем вернулся в Дессау в качестве преподавателя в Филантропической школы, на этот раз преподавателем французского языка и изобразительного искусства.
В 1793 году Карл Вильгельм Кольбе решил продолжить карьеру художника и вернулся в Берлин, где стал учеником Иоганна Вильгельма Мейля, Асмуса Карстенса и Даниэля Ходовецкого в Берлинской академии искусств. 26 ноября 1795 года был принят в действительные члены Академии.
С 1796 года преподавал французский язык и рисование в гимназии Дессау (Hauptschule, позднее: гимназия Фридриха). В 1798 году Кольбе стал придворным гравёром герцога Анхальт-Дессау Леопольда IV и, помимо прочего, был учителем рисования герцога Леопольда Фридриха. С 1805 по 1808 год он с разрешения герцога в течение трёх лет гостил в семье художника Соломона Гесснера в Цюрихе и по заказу Леопольда IV выполнял офорты по его картинам.
Кроме занятий живописью и гравюрой Карл Вильгельм Кольбе написал ряд работ в области языкознания и сохранения чистоты немецкой речи в духе «лингвистического структурно-эстетического пуризма» и тем самым заслужил репутацию «очистителя языка». За заслуги в развитии немецкого языка ему была присуждена степень доктора философии университета в Галле.
Как живописец Кольбе Старший писал преимущественно пейзажи Саксонии и Тюрингии, изображения растений. Как живописец Кольбе Старший писал преимущественно пейзажи Саксонии и Тюрингии, в графике его привлекали изображения растений. Особенно были популярны серия его рисунков и офортов «Травяные листья» (Kräuterblätter), двадцать восемь листов с изображениями болотной растительности. Офорты Кольбе Старшего примечательны натурализмом и одновременно фантастичностью, что соотносит его творчество с эстетикой бидермайера.
Его автобиография была опубликована в 1825 году, а в 1829 году художник вышел на пенсию. Кольбе умер в Дессау в 1835 году.
Литературное творчество Кольбе ныне известно только специалистам. Племянник Кольбе Старшего — Карл Вильгельм Кольбе Младший также стал художником.
Наследие Кольбе Старшего досталось его давнему ученику, президенту консистории Дессау и советнику фонда Карлу (также Карлу) Моосу (1797—1871), наследники которого владеют примерно половиной офортных досок и рисунков Кольбе.

## Галерея

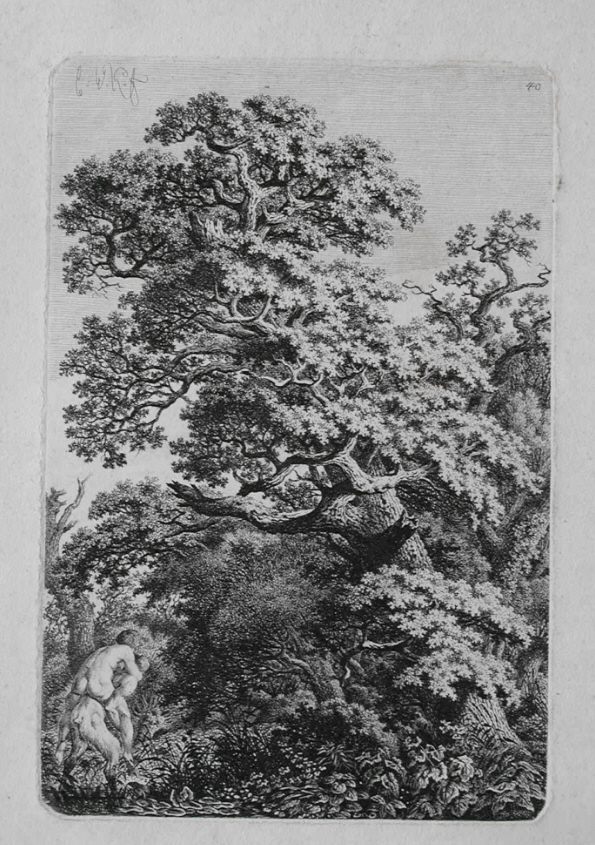
Лес с корявым дубом (Сатир, похищающий нимфу). Ок. 1800. Офорт
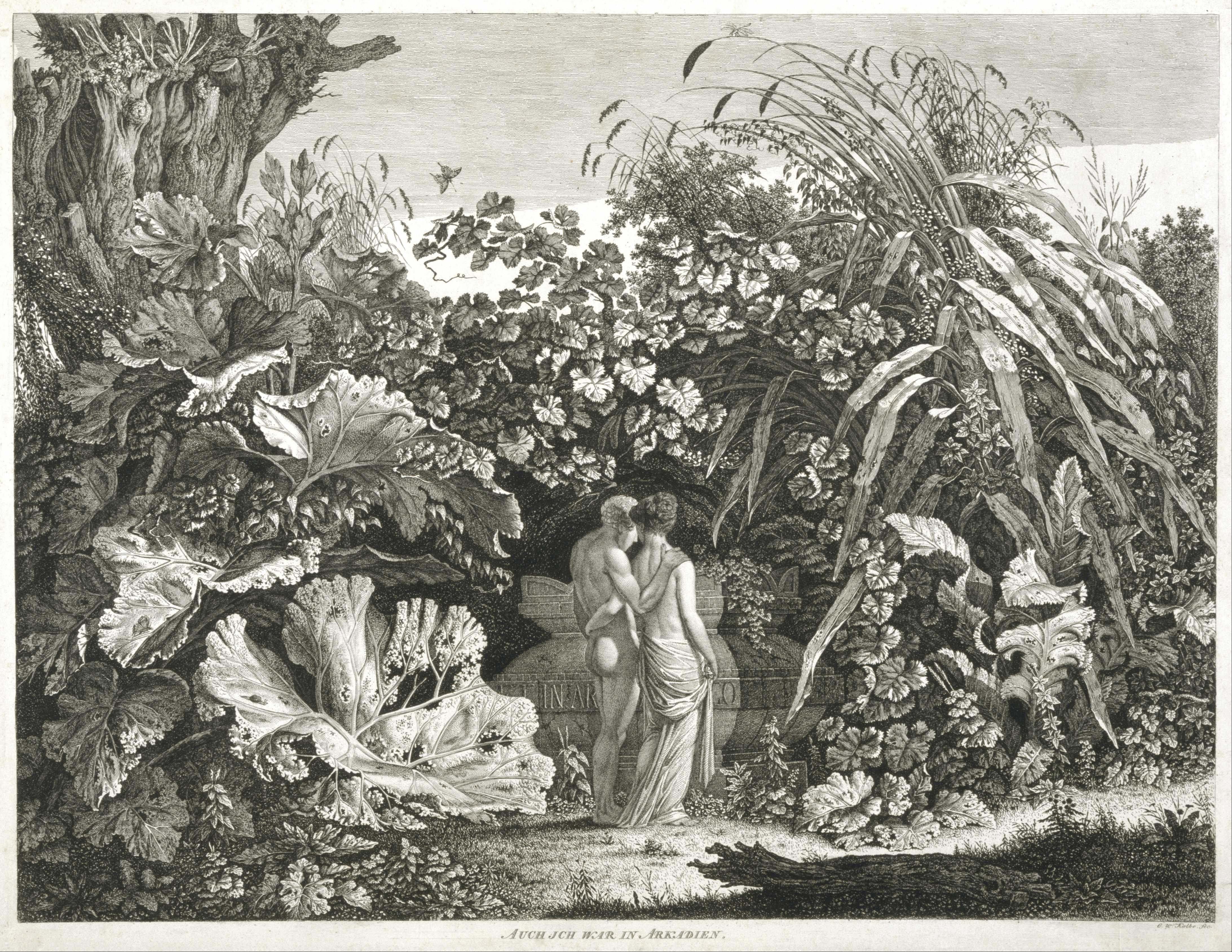
И я был в Аркадии. 1801. Офорт
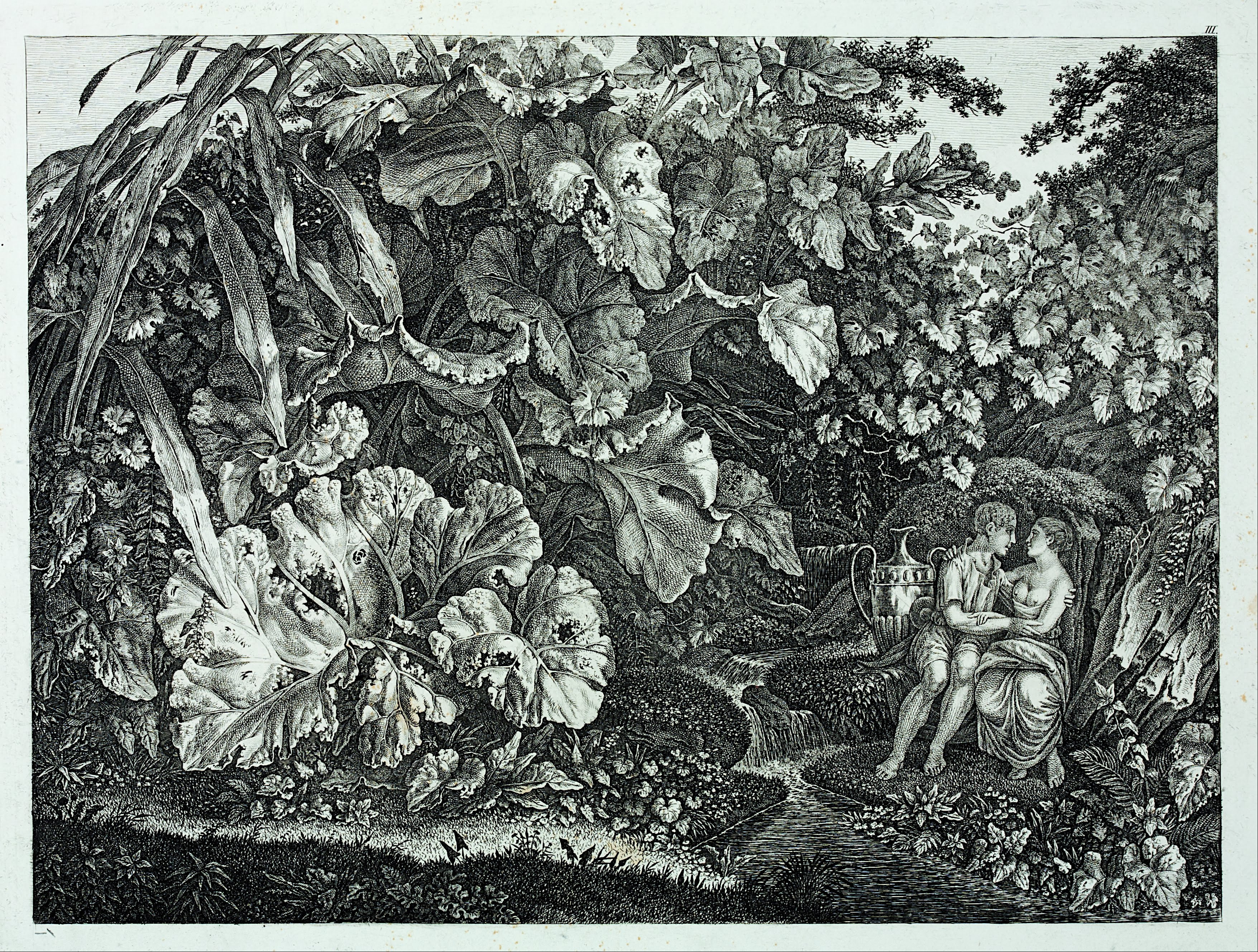
Влюблённые в пещере. Между 1830 и 1835. Офорт
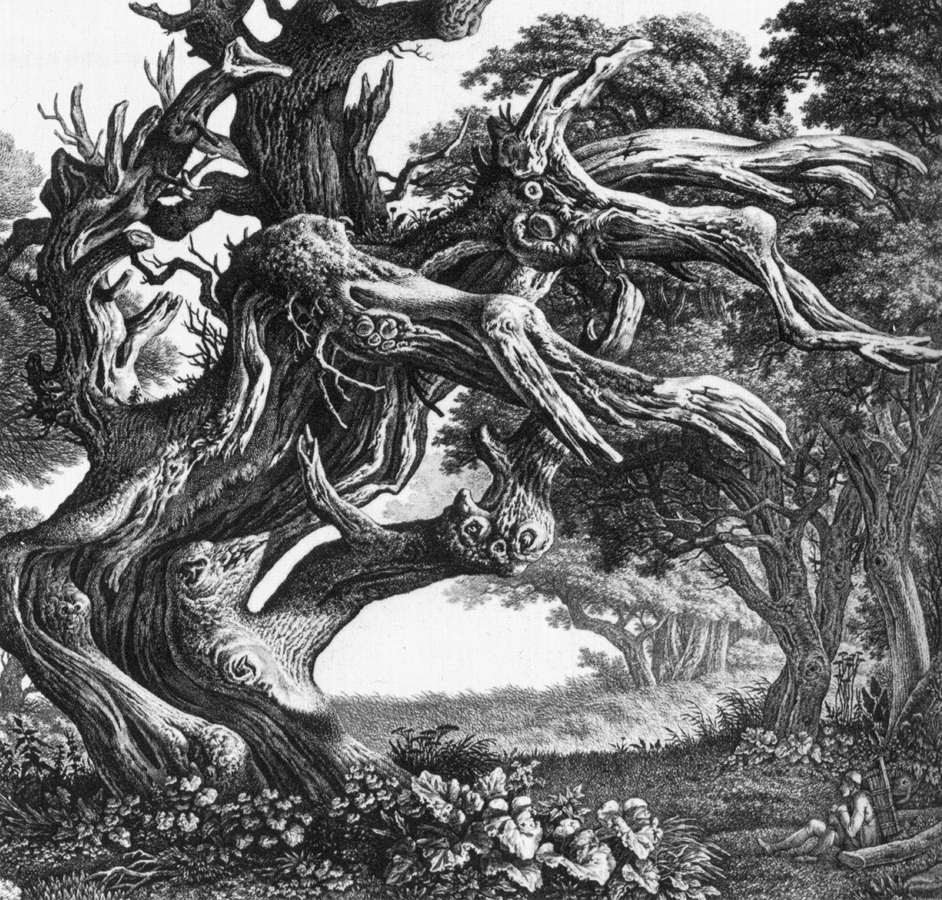
Фантастическое дерево. Ок. 1830. Офорт
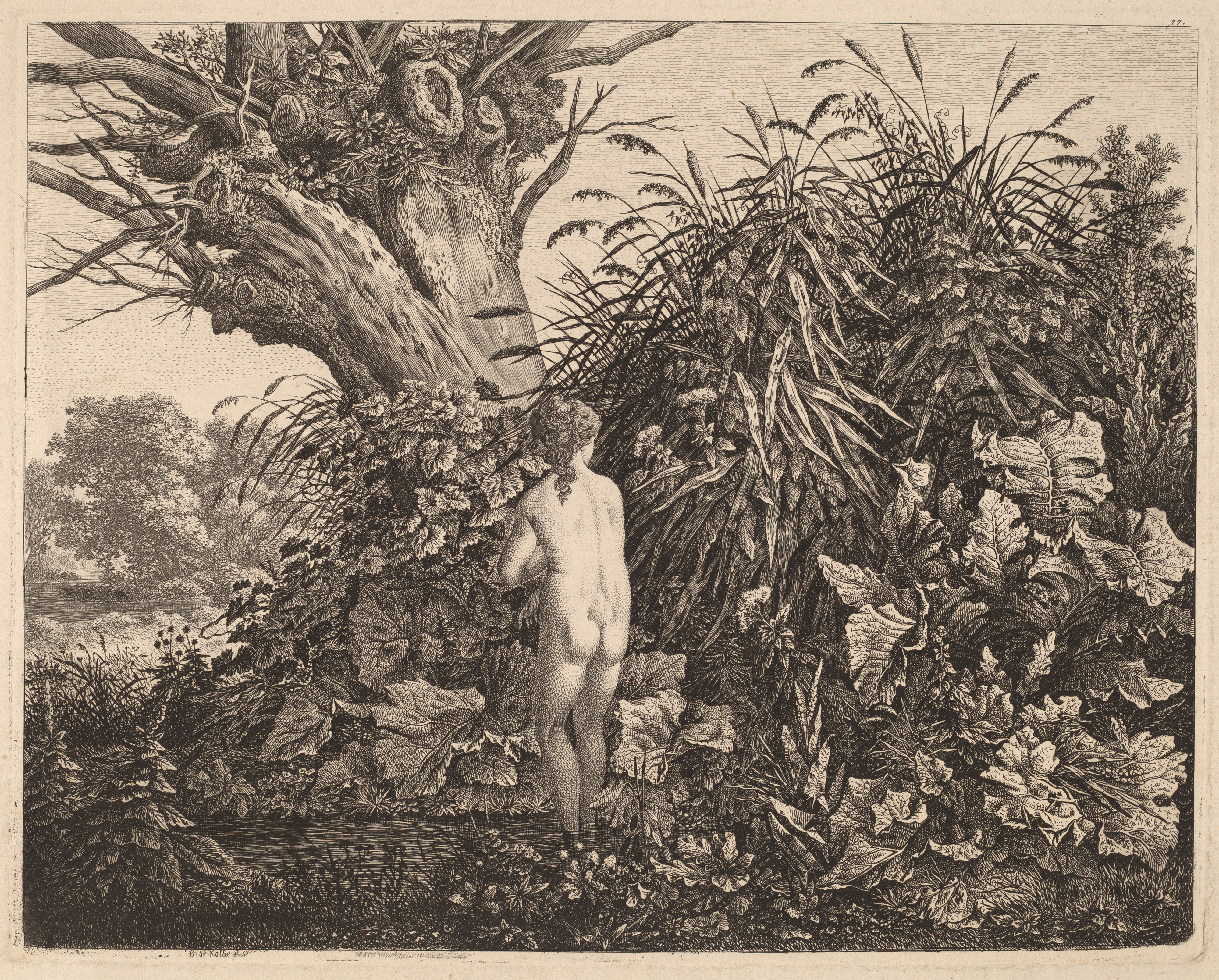
Пейзаж с молодой женщиной. Между 1796 и 1800. Офорт
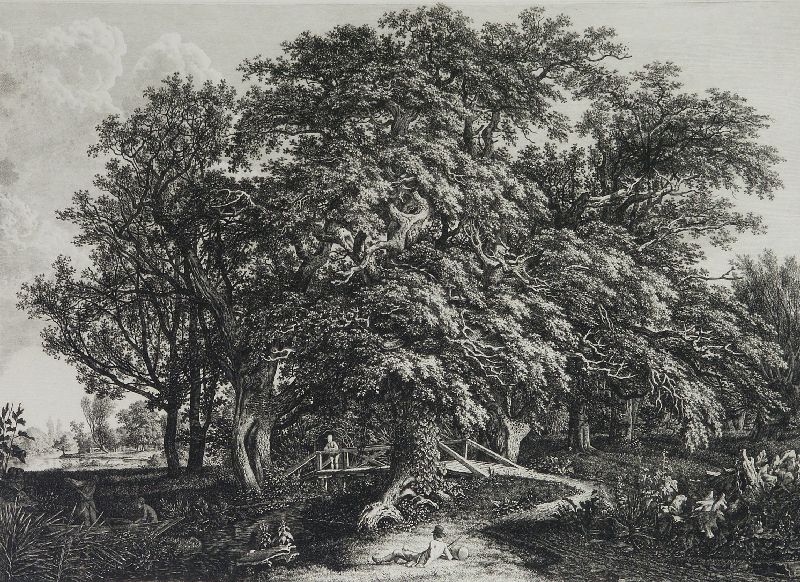
Парковый ландшафт. 1800-е. Офорт
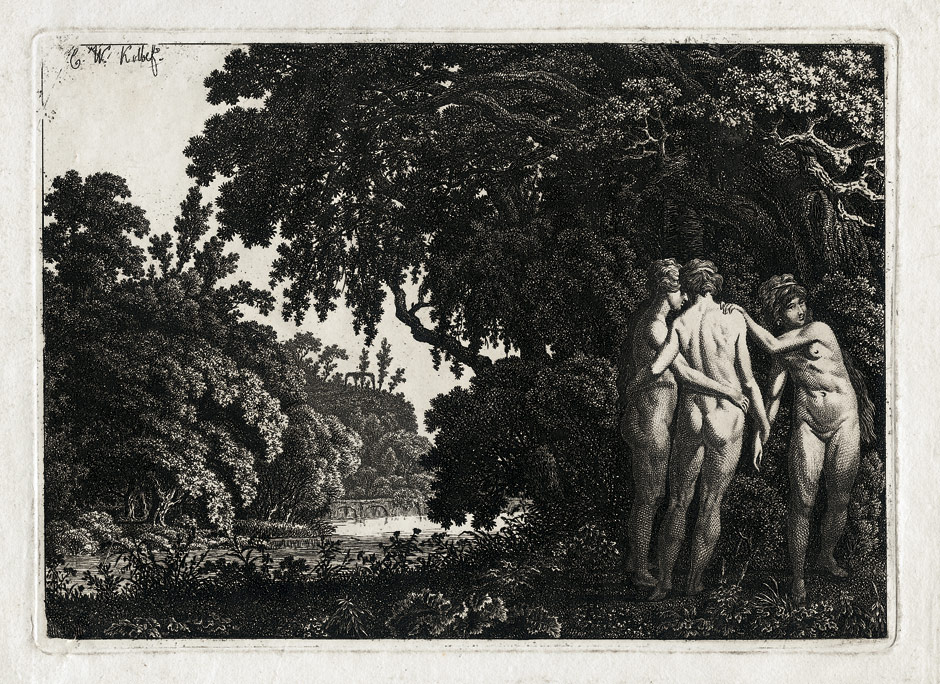
Лесной пейзаж с тремя грациями. 1810-е. Офорт на пергаменте

## Художественно-графическое наследие
- Пейзажи (Blaetter groesstentheils Landschaftlichen Inhalts) в пяти частях. 1796—1800
- Серия из шести идиллических пейзажей (Folge von sechs kleinen idyllischen Landschaften). Ок. 1800
- Серия из четырёх пейзажей в манере Антони Ватерло (Folge von vier Landschaften in Anthonie Waterloo Manier). 1802—1803
- Собрание рисунков гуашью по мотивам рисунков Саломона Гесснера (Collection des Tableaux en Gouache et des Dessins de Salomon Gessner). 1806—1811
- Новое собрание гравюр (Neue Sammlung Radirter Blätter) в шести частях. Ок. 1815—1828

## Литературные сочинения
- Exposé de l’état actuel de l’établissement d'éducation fondé à Dessau. Leipzig 1785.
- О словесном богатстве немецкого и французского языков с приложениями обоих для занятий поэзией (Über den Wortreichthum der deutschen und französischen Sprache und beider Anlage zur Poesie.) в 2 томах. Reclam, Leipzig 1806—1809. 2. Auflage 1818—1820.
- О количестве словесном, чистоте языка и очищении языка. Приложение к сочинению «О словесном богатстве…» (Über Wortmengerei, Sprachreinheit und Sprachreinigung. Anhang zu der Schrift «Über den Wortreichthum […]». Berlin 1809. 2. Auflage 1812. 3. Auflage 1823.
- Noch ein Wort über Sprachreinheit gegen Herrn K. Reinhart. Berlin 1815.
- Beleuchtung einiger öffentlich ausgesprochener Urtheile über und gegen die Sprachreinheit. Dessau 1818.
- Моя жизнь и мои работы в области языка и искусства (Mein Lebenslauf und mein Wirken im Fache der Sprache und der Kunst). Berlin: Reimer, 1825.